# Gondrecourt-Aix
Gondrecourt-Aix is een gemeente in het Franse departement Meurthe-et-Moselle (regio Grand Est) en telt 168 inwoners (2004).
De gemeente maakt deel uit van het arrondissement Briey en sinds 22 maart 2015 van het kanton Pays de Briey. Daarvoor hoorde het bij het kanton Conflans-en-Jarnisy, dat op die dat opgeheven werd.

## Geografie
De oppervlakte van Gondrecourt-Aix bedraagt 11,9 km², de bevolkingsdichtheid is 14,1 inwoners per km².
Bij Gondrecourt-Aix ontspringt de Othain.
De onderstaande kaart toont de ligging van Gondrecourt-Aix met de belangrijkste infrastructuur en aangrenzende gemeenten.

## Demografie
De figuur toont het verloop van het inwonertal (bron: INSEE-tellingen).